# Maria, Princesa Real e Condessa de Harewood
Maria, Princesa Real e Condessa de Harewood (nome pessoal em inglês: Victoria Alexandra Alice Mary; Sandringham, 25 de abril de 1897 – Harewood, 28 de março de 1965), foi um membro da família real britânica, a única filha do rei Jorge V do Reino Unido, e de sua esposa, a rainha consorte Maria de Teck, foi tia paterna da rainha Elizabeth II do Reino Unido. Foi a sexta usuária do título de Princesa Real do Reino Unido. Depois de seu casamento com o aristocrata Henrique Lascelles, 6.º Conde de Harewood, passou a usar o título de Condessa de Harewood.

## Família
O seu pai era o príncipe Jorge, Duque de Iorque (depois Jorge V), o segundo filho do príncipe Alberto Eduardo, Príncipe de Gales (depois Eduardo VII) e a princesa Alexandra da Dinamarca. Sua mãe era a princesa Maria de Teck, a filha mais velha do príncipe Francisco, Duque de Teck e a princesa Maria Adelaide de Cambridge.

## Nascimento

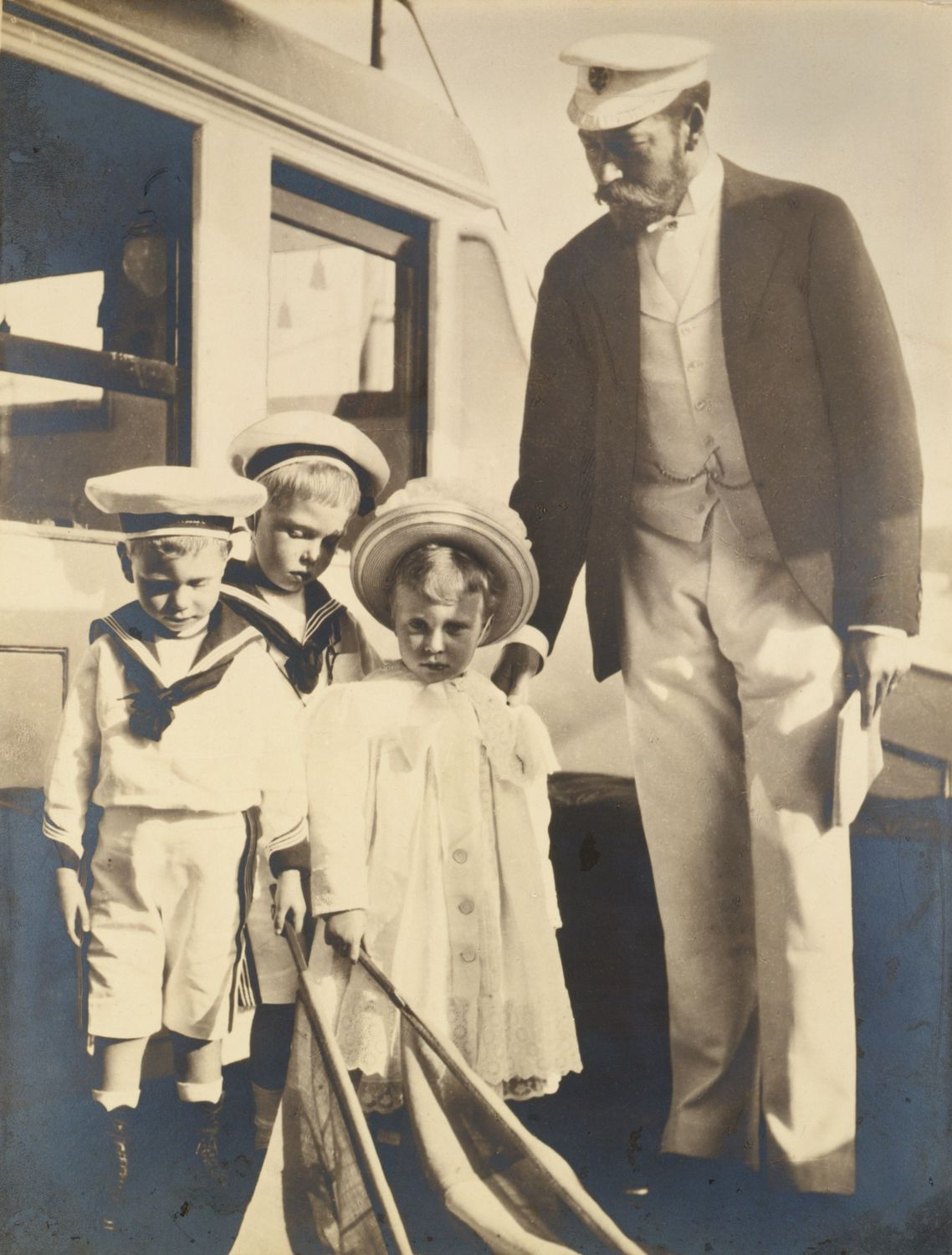
Maria em 1899 com seu pai Jorge V do Reino Unido e seus irmãos Eduardo (Eduardo VIII do Reino Unido) e Alberto (Jorge VI do Reino Unido)

A princesa Maria nasceu no conhecido prédio da York Cottage, localizada dentro da propriedade da mansão rural de Sandringham House, localizada na aldeia rural de Sandringham no condado inglês de Norfolk, no interior da Inglaterra. Ela é filha de Jorge, Duque de York e a Maria de Teck.
Vitória Alexandra Alice Maria recebeu os seus nomes em honra da sua bisavó paterna Vitória do Reino Unido, da sua avó paterna, a princesa Alexandra da Dinamarca e da sua avó materna, Maria Adelaide. Como nasceu no mesmo dia da sua tia-avó, a princesa Alice do Reino Unido, este nome também foi acrescentado, mas desde pequena ela foi conhecida apenas pelo seu último nome próprio, Maria. Sendo bisneta de um monarca britânico (a rainha Vitória do Reino Unido), recebeu a forma de tratamento de Sua Alteza, A Princesa Maria de York. Em 1898, a rainha Vitória elevou esta forma a Alteza Real. Quando nasceu, Maria estava no quinto lugar da sucessão ao trono britânico.
O seu baptismo realizou-se na Igreja de Santa Madalena, perto de Sandringham, no dia 7 de junho de 1897 e foi celebrado por William Dalrymple Maclagan, Arcebispo de York. Os seus padrinhos foram: a rainha reinante Vitória do Reino Unido (sua bisavó), o rei Jorge I da Grécia (seu tio-avô), a imperatriz Maria Feodorovna da Rússia (sua tia-avó), o príncipe Eduardo, Príncipe de Gales (seu avô paterno), a princesa Alexandra, Princesa de Gales (sua avó paterna), a princesa Maria Adelaide de Cambridge, Duquesa de Teck (sua avó materna), a princesa Vitória Alexandra de Gales (sua tia paterna), e o príncipe Frank de Teck (seu tio materno).

## Educação
A princesa Maria foi educada por governantas, mas tinha algumas lições com os seus irmãos, o príncipe Eduardo (depois Eduardo VIII), o príncipe Alberto (depois Jorge VI) e o príncipe Henrique (depois duque de Gloucester). O nascimento de Henrique foi o primeiro de muitos (entre ele o seu irmão menor: o príncipe Jorge, Duque de Kent, e o seu irmão caçula, O Príncipe John) que a foram deixando para trás na linha de sucessão ao trono britânico, devido a preferência por herdeiros varões, independente de uma princesa ter nascido primeiro.
A sua educação centrou-se principalmente em línguas, o que a tornou fluente em alemão e francês, além do seu inglês nativo. Também tinha um grande interesse por cavalos e corridas. A sua primeira aparição oficial em público aconteceu no dia 11 de junho de 1911 quando esteve presente na coroação dos pais na Abadia de Westminster.

## Deveres reais
Durante a Primeira Guerra Mundial, Maria visitou hospitais e organizações caritativas na companhia da sua mãe, reconfortando soldados britânicos e dando apoio às suas famílias. Um dos projectos no qual fez parte foi o Princess Mary's Christmas Gift Fund, através do qual foram enviados presentes aos soldados e marinheiros britânicos no Natal de 1914, uma iniciativa que custou £ 100 000. Também teve um papel activo na divulgação do movimento de guias britânicas, o VAD. Em 1918, tirou um curso de enfermagem e foi trabalhar para o hospital de Great Ormond Street.
Tornou-se também presidente honorária da Associação de Guias Britânicas em 1920, uma posição que ocupou até à sua morte. Em 1926, tornou-se comandante-em-chefe dos destacamentos da Cruz Vermelha britânica.

## Casamento

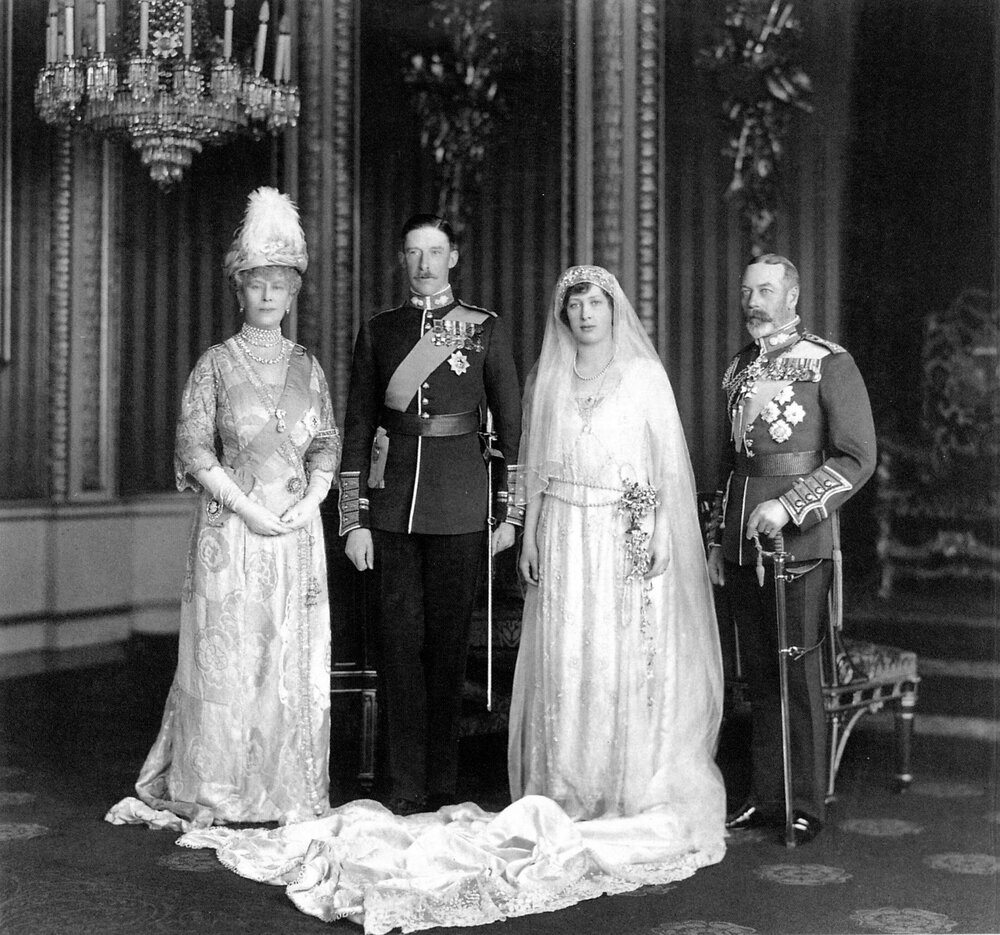
Da esquerda para a direita; Rainha Mary, Rei George V, com sua filha Victoria Alexandra Alice Mary, a Princesa Real, e Visconde Lascelle, 6.º Conde de Harewood, no dia do casamento

Em março de 1918, o príncipe Artur, duque de Connaught e Strathearn visitou Atenas para conferir a Ordem do Banho a Alexandre I da Grécia e discutir um possível casamento entre o rei e Maria. O primeiro-ministro grego Eleftherios Venizelos era entusiasta do plano como parte de uma tentativa de consolidar o relacionamento entre a Grécia e a Grã-Bretanha. No entanto, Alexandre estava apaixonado por sua amiga de infância e conterrânea, a plebeia Aspasia Manos, com quem casou-se em 1919, e nenhum compromisso entre ele e Maria tomou lugar.
Em 28 de fevereiro de 1922, a princesa Maria casou-se com o visconde Lascelles, o filho mais velho do quinto conde de Harewood. Na altura, a princesa tinha 24 anos, enquanto o noivo tinha 39 anos. O casamento foi realizado na Abadia de Westminster e atraiu grandes multidões ao longo do caminho para o Palácio de Buckingham. A cerimônia foi o primeiro casamento real a ser coberto em revistas de moda, incluindo a Vogue. O vestido da noiva foi desenhado por Messrs Raville e apresentava emblemas da Grã-Bretanha e da Índia. O casamento foi a primeira cerimônia oficial da família real britânica onde esteve presente a até então aristocrata inglesa lady Isabel Bowes-Lyon (depois conhecida como rainha consorte britânica do rei Jorge VI), uma amiga próxima da princesa Maria e que foi uma das damas de honra do casamento. 

## Pós-casamento e relação doméstica
O casal teve casas na cidade de Londres, a Chesterfield House em Yorkshire, a Goldsborough Hall e a mansão Harewood House. Enquanto vivia em Goldsborough Hall, a princesa Maria redecorou os seus interiores com a ajuda do arquiteto Sydney Kitson para que esta se tornasse mais apropriada à educação dos seus dois filhos e apoiou o desenvolvimento de uma plantação formal de árvores faias sylvatica alinhadas ao longo dos muros do terraço sul em frente de uma área de dois quilómetros de árvores tílias. As tílias foram plantadas pelos seus parentes quando estes visitavam a sua casa ao longo da década de 1920, incluindo o seu pai, o rei Jorge V, e a sua mãe, a rainha Maria de Teck. A estação de comboio de Goldsborough (agora abandonada) foi construída na aldeia vizinha de Flaxby, assim como as linhas de York e Harrogate para que os convidados da família real britânica pudessem chegar mais facilmente a Goldsborough. 
O seu primeiro filho, Jorge, foi baptizado na Igreja de Santa Maria que junta Goldsborough a Cosmo Gordon Lang, no dia 25 de março de 1923 pelo Arcebispo de York. Na missa participaram o rei Jorge V e a rainha Maria.
Em 1929, depois de se tornar a Condessa de Harewood consorte, a princesa Maria mudou-se para a mansão de Harewood House e também renovou os interiores desta, interessando-se também pela agricultura da casa e onde se tornou especialista na criação de cavalos.
Foi dito que Maria não se queria casar com Henry, que foram os seus pais que arranjaram o casamento e que ele se declarou a ela depois de perder uma aposta no seu clube. O seu irmão, o príncipe de Gales, a quem era muito chegada, foi contra a ideia de ver a irmã casar com alguém que não amava. Contudo, o primeiro filho de Maria, o Jorge Lascelles, escreveu sobre o casamento dos pais nas suas memórias intituladas "The Tongs and the Bones" e negou estes boatos. Disse que eles se "davam bem juntos e tinham muitos amigos e interesses em comum".
Maria e Lascelles tiveram dois filhos:
- Jorge Lascelles, 7.º Conde de Harewood (7 de fevereiro de 1923 – 11 de julho de 2011); casado em 1949 com Marion Stein; divorciaram-se em 1967; casou-se novamente em 1967 com Patricia Elizabeth Tuckwell; com descendência.
- Geraldo Lascelles (21 de agosto de 1924 – 27 de fevereiro de 1998); casado em 1952 com Angela Dowding; com descendência; divorciaram-se em 1978; casou-se novamente com Elizabeth Collingwood; com descendência.

Maria se fez presente na criação e educação dos dois filhos.

### Títulos e tratamentos
- 25 de abril de 1897 – 28 de maio de 1898: Sua Alteza, a Princesa Maria de York
- 28 de maio de 1898 – 22 de janeiro de 1901: Sua Alteza Real, a Princesa Maria de York
- 22 de janeiro de 1901 – 9 de novembro de 1901: Sua Alteza Real, a Princesa Maria da Cornualha e York
- 9 de novembro de 1901 – 6 de maio de 1910: Sua Alteza Real, a Princesa Maria de Gales
- 6 de maio de 1910 – 22 de fevereiro de 1922: Sua Alteza Real, a Princesa Maria
- 22 de fevereiro de 1922 – 6 de outubro de 1929: Sua Alteza Real, a Princesa Maria, Viscondessa Lascelles
- 6 de outubro de 1929 – 1 de janeiro de 1932: Sua Alteza Real, a Princesa Maria, Condessa de Harewood
- 1 de janeiro de 1932 - 28 de março de 1965: Sua Alteza Real, a Princesa Real

## Princesa Real do Reino Unido

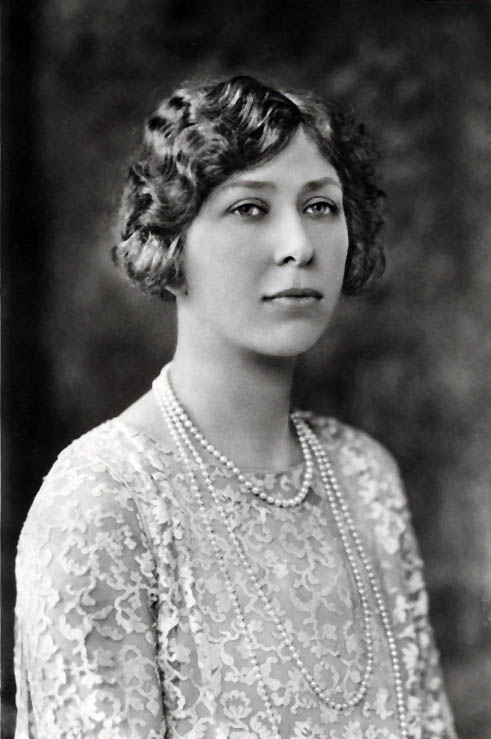
A Princesa Maria, Princesa Real do Reino Unido e Condessa de Harewood em 1926

No dia 6 de outubro de 1929, o marido de Maria (o Henry), que tinha sido elevado a cavaleiro da Ordem da Jarreteira na altura do seu casamento, sucedeu ao seu pai como o 6.º Conde de Harewood, Visconde Lascelles e Barão Harewood. Logo após nascer, o filho mais velho do casal (Jorge) recebeu o título de cortesia de Visconde Lascelles, e virou o herdeiro do título de 7.º Conde de Harewood.
No dia 01 de janeiro de 1932, o rei Jorge V do Reino Unido declarou oficialmente que a sua única filha deveria ter o título de Princesa Real do Reino Unido, onde ela adicionou o novo título, junto ao título de casamento de Condessa de Harewood consorte.
Maria era muito chegada ao seu irmão velho, o príncipe de Gales, que se tornaria no rei Eduardo VIII do Reino Unido, Duque de Windsor e era conhecido por David na família.
Em 1936, logo após a crise da abdicação, ela e o marido foram visitá-lo ao Castelo de Enzenfeld, perto da cidade de Viena na Áustria.
Depois, em novembro de 1947, Maria terá recusado estar presente no casamento da sua sobrinha, a princesa Isabel de Iorque, com o tenente Filipe Mountbatten como forma de protesto pelo facto de o seu irmão David não ter sido convidado, mas disse oficialmente que não esteve na cerimônia por motivos de saúde.
O Eduardo, Duque de Windsor seria depois convidado para os casamentos da princesa Margarida e da princesa Alexandra, suas sobrinhas, mas recusou-se a estar presente.
Com o rebentar da Segunda Guerra Mundial, Maria tornou-se controladora-chefe e depois controladora-comandante do Serviço Territorial Auxiliar (rebaptizado de Women's Royal Army Corps em 1949). Nessa função viajou por todo o Reino Unido para visitar as suas unidades, bem como cantinas e outras organizações caritativas. Após a morte do seu irmão mais novo, o duque de Kent, tornou-se presidente da Papworth. Também se tornou chefe e comandante aérea da Princess Mary's Royal Air Force Nursing Service em 1950 e recebeu a posição honorária de general do exército britânico em 1956. Em 1949, os 10th Gurkha Rifles foram rebaptizados de 10th Princess Mary's Own Gurkha Rifles em sua honra.

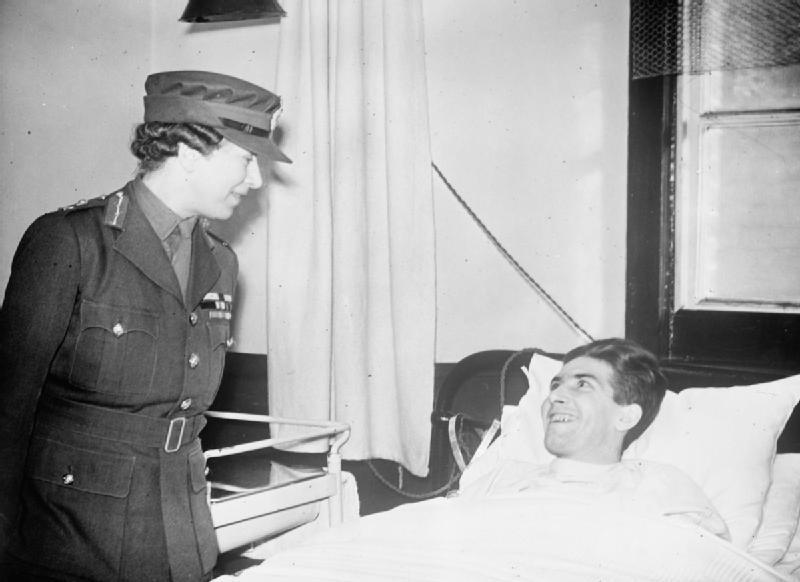
Maria visitando um hospital durante a Segunda Guerra Mundial.

Após a morte do seu marido em 1947, a princesa real viveu em Harewood House com o seu filho mais velho e a família dele. Tornou-se reitora da Universidade de Leeds em 1951 e continuou com os seus deveres no país e no estrangeiro. Esteve presente na coroação da rainha Isabel II do Reino Unido em junho de 1953 e depois representou a sua sobrinha nas comemorações da independência da Trindade e Tobago em 1962 e na Zâmbia em 1964. Uma das suas últimas aparições públicas foi como representante da rainha Isabel II no funeral da rainha consorte Luísa Mountbatten da Suécia (segunda esposa do rei Gustavo VI Adolfo da Suécia) no inicio de março de 1965.
A princesa real também fez história nesse mesmo mês de março de 1965 quando visitou o seu irmão David, Duque de Windsor na London Clinic onde este se encontrava a recuperar de uma cirurgia ocular. Na ocasião, a princesa também se encontrou com a sua cunhada, a Wallis, Duquesa de Windsor em um dos poucos encontros que as duas tiveram nesta altura. Alguns dias depois também a rainha reinante Isabel II foi visitar o seu tio e aceitou a presença de Wallis Simpson que lhe fez uma vénia quando entrou. Foi a primeira vez que um membro da família real britânica recebeu oficialmente a esposa do Duque de Windsor.
No dia 28 de março de 1965, a princesa real sofreu um ataque cardíaco fatal durante uma caminhada com o seu filho nos jardins de Harewood House. Tinha 67 anos de idade e foi enterrada em Harewood depois de um funeral privado em York Minster.
Seis monarcas britânicos governaram durante a vida de Maria: a sua bisavó Vitória, o seu avô Eduardo VII, o seu pai Jorge V, os seus irmãos Eduardo VIII e Jorge VI e a sua sobrinha Isabel.